# Star Valley Ranch
Star Valley Ranch és una població dels Estats Units a l'estat de Wyoming. Segons el cens del 2000 tenia 776 habitants.

## Demografia
Segons el cens del 2000, Star Valley Ranch tenia 776 habitants, 357 habitatges, i 292 famílies. La densitat de població era de 23,6 habitants/km².
Dels 357 habitatges en un 12% hi vivien nens de menys de 18 anys, en un 78,7% hi vivien parelles casades, en un 2,8% dones solteres, i en un 18,2% no eren unitats familiars. En el 12,9% dels habitatges hi vivien persones soles el 7% de les quals corresponia a persones de 65 anys o més que vivien soles. El nombre mitjà de persones vivint en cada habitatge era de 2,17 i el nombre mitjà de persones que vivien en cada família era de 2,36.
Per edats la població es repartia de la següent manera: un 11,5% tenia menys de 18 anys, un 2,4% entre 18 i 24, un 12,4% entre 25 i 44, un 36,1% de 45 a 60 i un 37,6% 65 anys o més.
L'edat mediana era de 61 anys. Per cada 100 dones de 18 o més anys hi havia 99,7 homes.
La renda mediana per habitatge era de 47.981 $ i la renda mediana per família de 58.036 $. Els homes tenien una renda mediana de 40.313 $ mentre que les dones 32.083 $. La renda per capita de la població era de 28.635 $. Cap de les famílies i el 3,9% de la població estaven per davall del llindar de pobresa.

## Poblacions més properes
El següent diagrama mostra les poblacions més properes.